# Tsuyoshi Furukawa
Tsuyoshi Furukawa (古川 毅?, Furukawa Tsuyoshi; Prefettura di Aomori, 21 settembre 1972) è un allenatore di calcio ed ex calciatore giapponese, di ruolo difensore.